# Denis Étienne Seron
Pour les articles homonymes, voir Seron.
Denis Étienne Seron, né le 16 décembre 1775 à Paris, disparu en novembre 1812 en Russie, est un général français de la Révolution et de l’Empire.

## États de service
Il entre en service le 17 février 1794, comme lieutenant dans le bataillon de chasseurs tirailleurs de Paris, et il est admis comme adjoint provisoire à l’état-major de l’armée du Nord le 21 mars 1794. Il se distingue le 1er novembre 1794, à l’attaque du pont de Burick, près de Wesel, lorsqu’il s’élance à la tête des troupes sur les retranchements ennemis, et il fait mettre bas les armes à 400 hommes qui les défendaient. Il est blessé le 12 décembre 1794, d’un coup de feu au bras droit à Bréda. Le 15 janvier 1796, il devient aide de camp du général Vandamme à l’armée du Rhin, et il est blessé d’un coup de sabre à la tête le 10 juillet 1796, dans la Forêt-Noire.
En l’an V, il rejoint l’armée d’Angleterre, et il reçoit son brevet de capitaine le 13 juillet 1797. De l’an VI à l’an IX, il sert aux armées d’Allemagne, du Danube, du Rhin et des Grisons. Il est nommé chef de bataillon provisoire par le général en chef Masséna le 25 août 1799, et il se distingue le 23 décembre 1800, au mont Tonal en Tyrol. Il est confirmé dans son grade le 15 juin 1801, et il passe comme chef d’escadron au 4e régiment de hussards le 24 août 1801. Il obtient un sabre d’honneur le 20 octobre 1802, et il redevient aide de camp de général Vandamme le 21 janvier 1803.
De l’an XII à l’an XIII, il est employé au camp de Saint-Omer, et il est fait officier de la Légion d’honneur le 14 juin 1804, ainsi que membre du collège électoral du département de la Seine. De l’an XIV à 1806, il accompagne son général en Autriche et en Prusse avec la 2e division du 4e corps de la Grande Armée.
Il est nommé colonel commandant le 7e régiment de dragons le 8 mai 1806, et il rejoint son nouveau corps qui fait partie de la réserve de cavalerie de l’armée de Naples qui forme alors, l’aile droite de la Grande Armée. Il fait les campagnes de 1808 et 1809, à l’armée d’Italie, et il est de retour en France après le traité de Schönbrunn du 14 octobre 1809. Il est créé baron de l’Empire le 9 septembre 1810, et il est promu général de brigade le 6 août 1811. Le 30 novembre 1811, il est envoyé dans la 30e division militaire, pour prendre le commandement du département de Rome.
En 1812, il participe à la campagne de Russie, comme commandant de la 2e brigade de dragons de la 6e division du 3e corps de réserve de cavalerie. Il disparaît en novembre 1812, lors de la retraite de Russie.

## Dotation
- Le 15 août 1809, donataire d’une rente de 4 000 francs sur Rome.

## Armoiries
| Figure | Nom du baron et blasonnement |
| ------ | --- |
|        | Armes du baron Denis Étienne Seron et de l'Empire, décret du 15 août 1809, lettres patentes du 9 septembre 1810, officier de la Légion d'honneur D'azur chargé en pointe d'une cavalier sur son cheval galopant, contourné et décochant une flèche, le tout d'or, surmonté d'un sabre antique, la pointe basse en bande du même, dont la poignée traverse une couronne de laurier se sinople : franc-quartier des barons tirés de l'armée - Livrées : les couleurs de l'écu. |

## Sources
- (en) « Generals Who Served in the French Army during the Period 1789 - 1814: Eberle to Exelmans »
- Thierry Pouliquen, « Les généraux français et étrangers ayant servis [sic] dans la Grande Armée » (consulté le 25 janvier 2015)
- « La noblesse d’Empire » (consulté le 25 janvier 2015)
- A. Lievyns, Jean Maurice Verdot, Pierre Bégat, Fastes de la Légion-d'honneur, biographie de tous les décorés accompagnée de l'histoire législative et réglementaire de l'ordre, Tome 2, Bureau de l’administration, 1842, 344 p. (lire en ligne), p. 167.
- (pl) « Napoléon.org.pl »
- Vicomte Révérend, Armorial du premier empire, tome 4, Honoré Champion, libraire, Paris, 1897, p. 242.
- Arthur Chuquet, Ordres et apostilles de Napoléon (1799-1815), paris, librairie ancienne Honoré Champion, 1911, p. 70 – 210 - 310